# Shakin' Stevens
Michael Barratt (Cardiff; 4 de marzo de 1948), conocido profesionalmente como Shakin' Stevens, es un cantante y compositor británico. Fue el artista con mayores ventas de sencillos del Reino Unido en la década de 1980,Stevens comparte este logro junto a The Beatles en la década de 1960 y a Elton John el la década de 1970. Su carrera discográfica e interpretativa comenzó a finales de la década de 1960, aunque no fue hasta 1980 cuando comenzó su éxito comercial. Sus canciones más exitosas eran éxitos de nostalgia, que evocaban el sonido del rock and roll y la Música pop de los años 1950. Solo en el Reino Unido, Stevens ha registrado 33 éxitos en la lista de los 40 principales, entre los que se incluyen cuatro éxitos en la lista "This Ole House", "Green Door", "Oh Julie" y "Merry Christmas Everyone"; su último sencillo en la lista de los 40 principales fue "Trouble" en 2005, aparte de su canción navideña, que ha vuelto a entrar en la UK Singles Chart cada diciembre desde 2007.

## Primeros años
Michael Barratt, que más tarde adoptaría el nombre artístico de "Shakin' Stevens", era el menor de los once hijos de Jack y May Barratt. Su padre era un veterano de la Primera Guerra Mundial que en 1948 trabajaba en el sector de la construcción, después de haber trabajado como minero del carbón. El mayor de sus hermanos nació a mediados de la década de 1920, y en el momento de su nacimiento algunos de los hermanos mayores de Michael Barratt ya se habían casado y formado sus propias familias. Jack Barratt murió en 1972 a la edad de 75 años. May Barratt murió en 1984 a la edad de 83 años.
Creció en Ely, Cardiff, y cuando era adolescente, a mediados de los años 60, formó su primera banda de rock and roll amateur con amigos del colegio y se convirtió en su vocalista y líder. Al principio se llamaban los Olympics, luego los Cossacks, y finalmente la banda pasó a llamarse los Denims y dio conciertos en la zona de Cardiff y el sur de Gales. A finales de la década de 1960, Stevens se asoció con la Liga Comunista Juvenil (YCL), el ala juvenil del Partido Comunista de Gran Bretaña, tocando en eventos de la YCL. En aquella época, la LJC estaba asociada a varias figuras importantes de la industria musical, como Pete Townshend. Sin embargo, Stevens ha declarado que esto se debía a que la persona encargada de reservar los conciertos de la banda también era miembro de la organización.
A finales de la década de 1960, su ocupación oficial era la de lechero y vivía en un piso que formaba parte de un bloque de oficinas en el centro de la ciudad de Cardiff. El bloque de oficinas fue demolido varios años después.

## The Sunsets
Tras trabajar como tapicero y lechero, Barratt actuaba los fines de semana en clubes y pubs. Tras haberlos seguido como fan y luego como vocalista invitado ocasional, Barratt se unió a los Backbeats, con sede en Penarth y formados originalmente en 1958, como cantante principal. El empresario de Gales del Sur Paul "Legs" Barrett se fijó en él y le propuso volver a presentar el grupo como un conjunto de rock and roll influenciado por los años 50 con un nuevo nombre. Michael Barratt accedió a elegir un nombre artístico y, tomando prestado el de un viejo amigo del colegio, Steven Vanderwalker, eligió Shakin' Stevens.
Al frente de la recién bautizada Shakin' Stevens and the Sunsets, la banda tuvo una temprana oportunidad cuando se les concedió un puesto de apoyo para The Rolling Stones en diciembre de 1969. A pesar de conseguir un contrato de grabación con Parlophone Records al año siguiente y de publicar un álbum producido por Dave Edmunds, el optimista y prematuro título de A Legend, al grupo le costó alcanzar el éxito, al menos en su Reino Unido natal, aunque tuvo varios sencillos de éxito en otros países y publicó tres álbumes en el sello holandés Pink Elephant. El grupo realizó una gira por Alemania, Bélgica, Francia y los Países Bajos entre las fechas del Reino Unido.
Debido a que solamente consiguieron ventas menores, muchos de los discos de los Sunsets con Stevens se han convertido en objetos de coleccionista en los años posteriores a su irrupción comercial; por ejemplo, una copia de su sencillo "Honey Don't", editado en Suecia por CBS Records en 1973, se vendió por más de 340 libras esterlinas en 2013. Los Sunsets siguen actuando, y todavía hacen giras anuales por el Reino Unido, Europa y Australia, lideradas en los últimos años por el sobrino de Shaky, Levi Barratt.

## Elvis!y un disco de éxito
En 1977, después de siete años de constantes giras y grabaciones, "Shaky", como también se le llamaba por aquel entonces, fue visto durante un concierto de London Sunsets por Jack Good, quien le invitó personalmente a asistir a una audición en Londres para su nuevo musical previsto en el West End, Elvis! Tres actores iban a representar la vida de Elvis Presley durante el transcurso del espectáculo y Shaky consiguió uno de los papeles principales, interpretando a Elvis en su mejor momento, trazando sus años de estrella del ejército y del cine, con el joven actor Tim Whitnall cubriendo los primeros años de formación y el veterano cantante de los 60 P.J. Proby asumiendo el papel de los años de Elvis en 'Las Vegas Strip'.
El resto de los Sunsets esperaron en el sur de Gales, haciendo actuaciones ocasionales con el baterista Robert 'Rockin Louis' Llewellyn asumiendo las funciones de líder, pero esperando plenamente que Stevens regresara a la banda y reanudara las giras después de la corta duración planeada del espectáculo de seis meses. Sin embargo, las expectativas se vieron superadas por los acontecimientos posteriores. El mediático Jack Good se encargó de que tanto el proceso de audición como los primeros meses del programa recibieran una amplia y regular cobertura por parte de la prensa diaria y los programas de televisión británicos.
Durante el exitoso programa de Elvis!, que se extendió dos veces, Shaky hizo apariciones regulares en televisión, primero en el programa británico de ITV revivido por Good, Oh Boy! y más tarde en su serie de seguimiento de 30 semanas Let's Rock, que se sindicó en 32 países, incluyendo los Estados Unidos. Esto le llevó casi inevitablemente a su primer gran éxito en las listas de éxitos con una versión inteligentemente reelaborada de una canción de Buck Owens, "Hot Dog", que Owens volvería a grabar utilizando el arreglo creado por el guitarrista de pedal B. J. Cole.

## Años 1980 y 1990
A finales de 1979, Stevens firmó el que sería su contrato de gestión más exitoso con Freya Miller, que inmediatamente le aconsejó que rompiera su asociación con los Sunsets y siguiera desarrollando una carrera en solitario más lucrativa. De la mano de Miller, en 1981, Stevens consiguió su primer número 1 en las listas del Reino Unido con "This Ole House" y seguiría con 10 canciones más que alcanzaron los cinco primeros puestos, incluyendo tres números 1 con "Green Door", "Oh Julie" y "Merry Christmas Everyone", mientras que "You Drive Me Crazy" y "A Love Worth Waiting For" alcanzaron el número 2 en 1981 y 1984 respectivamente. Su éxito de 1984 "Teardrops", que alcanzó el número 5 en el Reino Unido, contó con la participación de Hank Marvin a la guitarra, y desde entonces, Stevens ha contado a menudo con músicos famosos como Albert Lee, Roger Taylor y Bonnie Tyler en sus grabaciones.
Después cantó en la serie de televisión Oh Boy con Lulu, Joe Brown, Alvin Stardust y el grupo Fumble. El sencillo "Marie Marie" cover de The Blasters de 1981 alcanzó el top 20 en el Reino Unido, convirtiéndose en su primer gran éxito.
En 1981 ganó en los Premios Daily Mirror British Rock and Pop en la categoría de mejor cantante masculino. En 1982 ganó en los premios TVTimes en la categoría de Premio al Cantante Favorito, ese mismo año fue nominado a los Brit Awards en la categoría de mejor intérprete británico masculino, siendo Cliff Richard el ganador.
En 1983 ganó el Variety Club of Great Britain Awards a Mejor artista de grabación, también fue invitado a participar en el XXIV Festival Internacional de la Canción de Viña del Mar. Ese mismo año fue otra vez nominado a los Brit Awards en la categoría de mejor intérprete británico masculino, siendo Paul McCartney el ganador.
Su álbum Shaky alcanzó el número 1 en la lista de álbumes del Reino Unido, y Give Me Your Heart Tonight, el número 3. Shaky incluyó los éxitos "Green Door" (n.º 1), "You Drive Me Crazy" (n.º 2) y "It's Raining" (n.º 10), y el segundo "Oh Julie" (n.º 1), "Shirley" (n.º 6), "I'll Be Satisfied" (n.º 10) y la canción que da título al álbum (n.º 11). Ambos álbumes fueron producidos por Colman.
Le siguió The Bop Won't Stop (1983, n.º 21), que incluía los éxitos "A Rockin' Good Way" (n.º 5, con Bonnie Tyler), "I Cry Just A Little Bit" (n.º 3), "It's Late" (n.º 11) y "A Love Worth Waiting For" (n.º 2).
En noviembre de 1984, Stevens publicó su primer álbum de éxitos Greatest Hits, con tres nuevos sencillos: "A Letter To You" (n.º 10), "Teardrops" (n.º 5) y "Breaking Up My Heart" (n.º 14). El álbum alcanzó el n.º 8 en la UK Albums Chart.
En 1984, Stevens también probó suerte en Estados Unidos; apareció en algunos programas de televisión para promocionar el sencillo Cry Just A Little Bit, pero tuvo poca repercusión en las listas estadounidenses, alcanzando solo el puesto 67 en el Billboard hot 100.
A mediados de la década de 1980, Stevens se reunió con su antiguo productor Dave Edmunds para grabar el álbum Lipstick, Powder and Paint, y el éxito navideño "Merry Christmas Everyone", que fue número 1 en 1985. El lanzamiento previsto originalmente se retrasó un año para no coincidir con el éxito arrollador del sencillo benéfico de Band Aid "Do They Know It's Christmas?", en el que no participó, ya que se encontraba fuera del país de gira en el momento de la grabación.
Con esto, Stevens logró en tan solo 3 años el puesto número uno con cuatro sencillos en la UK Singles Charts. También logró convertirse en el artista con más ventas en el Reino Unido en los 80s, superando a artistas de talla mundial como Michael Jackson, Prince y Madonna.
En un artículo de la revista Record Collector, el escritor Kris Griffiths escribió: "Esto fue Shaky en el apogeo de sus poderes y, tal vez, el punto de ruptura de la sobrecarga de la comercialización de la que solamente hay declive. Un éxito comercial tan concentrado y la ubicuidad tuvieron un precio".
A pesar del dominio de las listas de éxitos de Stevens en los años anteriores, no fue invitado a actuar en el Live Aid del 13 de julio de 1985. Sin embargo, Stevens fue una de las celebridades que aparecieron en una campaña publicitaria de Heineken a finales de la década de 1980. El eslogan "refresca las partes a las que no llegan otras cervezas" se confirmaba en el anuncio al dejar de temblar tras consumir el producto.
En 1985 la cantante de música country Sylvia versionó la canción "Cry Just A Little Bit", llegando al puesto 9 en el Billboard Hot Country Songs.
Por aquel entonces publicó el álbum "Notta Lotta Shaky", que contenía apenas 23 minutos de material "nuevo" enriquecido con material reeditado bajo la apariencia de un lanzamiento totalmente nuevo. En 1987 participó junto a Cliff Richard y Alvin Stardust en una discusión sobre Elvis Presley tras el décimo aniversario de su fallecimiento.
El álbum Let's Boogie de 1987 incluyó el éxito "What Do You Want To Make Those Eyes At Me For" y los sencillos "Come See About Me" y "Because I Love You". Le siguió el álbum A Whole Lotta Shaky (1988, n.º 42), que incluyó el éxito "True Love", que se situó entre los 25 primeros.
Shaky cerró la década de 1980 con el sencillo "Love Attack", que alcanzó el top 30.De las 64 veces que apareció en el programa Top of the Pops, 59 veces fue durante este período.
Stevens inició la década de 1990 con los sencillos "I Might" (#28), "Yes I Do" y "Pink Champagne" de su álbum There Are Two Kinds of Music... Rock 'n' Roll. El álbum fue producido en gran parte por Pete Hammond.
En diciembre de 1990, Stevens lanzó su segundo sencillo con temática navideña, "The Best Christmas Of Them All", alcanzando el puesto 19 en la UK Singles Chart.
Tras la publicación en 1991 del álbum Merry Christmas Everyone y del sencillo "Radio" (n.º 37) en 1992 (producido por Rod Argent de The Zombies y con Roger Taylor de Queen a la batería).
En 1994 apareció en el programa de televisión noruego Norsk Rikskringkasting.
En la década de los 90, Stevens se tomó un largo descanso de las grabaciones y se vio afectado por una sentencia judicial relacionada con los derechos de autor impagados del álbum Legend, que había sido reeditado con cierto éxito comercial, lo que exigía un pago sustancial a los antiguos miembros de la banda de los Sunsets. En 1999, Stevens volvió a actuar en directo y emprendió giras durante todo ese año y el siguiente.
En el Concierto del Milenio, celebrado en el Millennium Stadium de Cardiff el 31 de diciembre de 1999, Stevens actuó ante 100.000 personas.

## Años 2000 y presente
En el año 2000 los premios de The Ivors Academy ganó la Insignia de Oro al Mérito.
En enero de 2002, Stevens fue acusado de conducir bajo los efectos del alcohol y se le prohibió conducir durante dos años. También se le impuso una multa de 400 libras. En 2004, Sony BMG publicó en el mercado danés otro recopilatorio de Stevens, Collectable de CD-DVD, gracias a eso, obtuvo un disco platino en Dinamarca y un álbum de oro en Sudáfrica.
En 2005, volvió a las listas de éxitos del Reino Unido con su álbum de grandes éxitos The Collection, que alcanzó el top 5 británico. Ese año, también apareció en el vídeo del sencillo de éxito número 1 de Tony Christie y Peter Kay "Is This the Way to Amarillo", junto a muchas otras estrellas del Reino Unido, como: Ronnie Corbett, Jim Bowen y Michael Parkinson. Stevens fue el ganador del reality show de televisión Hit Me Baby One More Time. A esto le siguió rápidamente una reedición de su versión y su propio mayor éxito cantado en el programa, "Trouble" (versionando a Pink)/"This Ole House", que alcanzó el número 20 en la UK Singles Chart en junio de 2005, su 33.º éxito en el Top 40 del Reino Unido.
Apareció en su álbum de pop rock de 2006, Now Listen -el primer nuevo álbum de estudio de Stevens desde 1991-, junto a versiones de "Got My Mind Set on You", "Pump It Up" de Elvis Costello y varios originales nuevos de Stevens. Now Listen se convirtió en un éxito entre los diez primeros en Dinamarca.
En abril de 2008, se anunció que Shakin' Stevens actuaría en el Festival de Glastonbury de 2008 como acto de apertura en el escenario Pyramid el sábado 28 de junio, abriendo la jornada a las 11 de la mañana ante un público lleno.
Chris Evans presentó una semana especial de Shaky en su programa de Radio 2 a principios de marzo de 2008 para celebrar el 60.º cumpleaños de Stevens y, más adelante en 2008, Shaky se embarcó en una serie de grandes conciertos en el Reino Unido y Europa que comenzaron en el castillo de Lulworth el 4 de julio. El 24 de agosto de 2008, Stevens actuó en un gran concierto en Polonia en el que participaron muchas estrellas europeas del pop de los años 80, como Kim Wilde y Limahl. El concierto formó parte del Festival Internacional de la Canción de Sopot 2008 y fue presentado en directo por el canal de televisión polaco TVN. Stevens siguió su gira europea con una breve gira por Irlanda y una aparición en el O2 Arena de Londres, apoyado por una banda de 10 músicos.
En julio de 2010, Stevens fue trasladado al hospital tras sufrir un colapso en su casa de Windsor, al parecer por el agotamiento provocado por el estrés de trabajar en un nuevo álbum. Más tarde se supo que Stevens había sufrido un ataque al corazón, que le hizo estar hospitalizado durante dos meses, después de un extenuante trabajo de jardinería en su casa.
Stevens se recuperó por completo y, en 2011, se embarcó en la primera parte de su Gira del 30.º Aniversario, a la que siguieron otras 26 fechas de la segunda etapa más adelante en el año, respaldado por una banda de 10 músicos. En 2013 Stevens participó en el programa de historia familiar Coming Home y descubrió información sobre los efectos de la Primera Guerra Mundial en su familia.
Stevens apareció en directo en Radio X el 17 de diciembre de 2015, en The Chris Moyles Show para promocionar su nuevo sencillo navideño "Echoes of a Merry Christmas", cuyos beneficios se destinarán al Ejército de Salvación del Reino Unido. La versión original de la canción volvió a entrar en la lista de los 40 principales.
El 16 de septiembre de 2016, Stevens lanzó su 12.º álbum de estudio, Echoes of Our Times. El álbum se grabó en los estudios Berry Hill, producido por Stevens y John David, que también se encargó de la ingeniería. El álbum fue precedido por el sencillo "Last Man Alive". Le siguieron los sencillos "Down into Muddy Water" y "Down In The Hole". El álbum entró en la lista de álbumes del Reino Unido en el puesto 22. A continuación, en 2017, realizó una gira de 33 fechas por el Reino Unido titulada: The Echoes of Our Time tour, y en Twitter #Echoes.
Realizó un concierto en Sri Lanka en octubre de 2018, su primer espectáculo en Asia. Ese mismo año, anunció que se embarcaría en una nueva gira por el Reino Unido y Europa a principios de 2019.
En 2019 grabó un álbum en directo con canciones de toda su carrera. Incluye éxitos como "This Ole House", "You Drive Me Crazy" y "Cry Just A Little Bit" y canciones de sus álbumes Now Listen y Echoes of Our Times. El álbum se publicó como parte del próximo álbum Fire In The Blood. En septiembre de ese mismo año, apareció en el programa benéfico para la Ayuda Alemana contra el Cáncer Willkommen bei Carmen Nebel en ZDF.
Una antología de 19x CD 'bookpack' Fire In The Blood fue lanzada en noviembre de 2020 acompañada por una colección más pequeña de 54 pistas 3x CD /26 pistas 2x LP Singled Out. La colección que abarca toda la carrera fue descrita por Stevens como "el mayor proyecto de mi carrera".
Singled Out entró en el número 10 de la lista de álbumes del Reino Unido. El álbum fue precedido por el sencillo "Wild At Heart".
En 2023, Stevens publicó la continuación de Echoes of Our Times, titulada Re-Set. El álbum fue precedido por dos sencillos, "It All Comes Around" y "All You Need Is Greed", incluido en la lista de la BBC Radio, que fue acompañado de un vídeo. El álbum entró en la lista de álbumes del Reino Unido en el puesto 24.

## Vida personal
Stevens se casó con Carole Dunn en octubre de 1967, y se divorció en 2009 tras 42 años de matrimonio. Tuvieron tres hijos juntos: dos hijos, Jason y Dean, y una hija, Paula. Después de su divorcio, Stevens inició una relación con su representante Sue Davies y le atribuye haberle salvado la vida cuando sufrió un ataque al corazón en julio de 2010.
Stevens vive en Marlow, Buckinghamshire. Es seguidor de toda la vida del equipo de fútbol galés Cardiff City.